# John Starlight
John Starlight ist das Pseudonym, unter dem der Münchener Musiker und Produzent Florian Senfter seit 2001 neben seinem Hauptprojekt Zombie Nation Musik veröffentlicht.
Die EPs „Blood Angels“ und „Zauberstab der Liebe“ machten Starlight erstmals einem größeren Publikum bekannt und wurden von einigen Techno-DJs in die „Best of 2002“ Playlists gewählt. Im Juni 2003 wurde das erste JS-Album „Rip It!“ veröffentlicht. Es folgten 2005 drei Remix-Maxi-Auskopplungen des Albums (Fresh, Deep Down, Shadowbreaker) und die „John’s Addiction pt. 1 + 2“.
Während Senfter mit dem Projekt Zombie Nation ausschließlich als Liveact auftritt, legt er unter dem Pseudonym John Starlight als DJ auf.

## Diskografie

### Alben
- 2003 – „Rip It!“ (Television 07)

### Singles und EPs
- 2001 – „The Visitor“ (Lasergun 012)
- 2002 – „Blood Angels“ (Art of Perception 09 + Superstar 2059)
- 2002 – „Zauberstab der Liebe“ (Television 02 + Superstar 2072)
- 2004 – „Holy Vol. 2“ (Television 09)
- 2005 – „John´s Addiction pt.1“ (UKW-1 // ltd. 500)
- 2005 – „John´s Addiction pt.1 / pt. 2“ (Television 021)
- 2005 – „Shadowbreaker“ (Boys Noize Records 004)
- 2005 – „Fresh“ (Television Records 023)
- 2008 – "Road Rage" (UKW 09)

### Remixes
- Sven Väth: „Ghosts“ (Cocoon B267724-01)